# Kankara sanshin
Le kankara ou kankara sanshin (かんから, littéralement « boîte sanshin ») est un instrument japonais populaire à trois cordes pincées, c'est un instrument dérivé des luths japonais professionnels, tels que le sanshin (三線) et le shamisen qui datent de la période Shōwa. Comme le gottan au corps en bois qui lui est similaire mais de taille plus grande, le kankara a été inventé ultérieurement dans les îles de l'archipel Ryūkyū durant la Seconde Guerre mondiale.

## Historique
Le kankara est un instrument à cordes pincées utilisé pour accompagner les chants traditionnels des îles Ryûkyû (actuel département d’Okinawa) et des îles Amami (sud du département de Kagoshima), dans le sud du Japon. Il est né lors de la bataille d'Okinawa, durant la Seconde Guerre mondiale. Les Okinawaïens utilisèrent les boîtes de conserve jetées par les soldats américains pour en fabriquer le corps des sanshin.
Un type similaire de sanshin à base de boîte de conserve a été fabriqué par des Américains d'origine japonaise dans des camps d'internement aux États-Unis pendant la guerre.
Après le conflit, les kankara sont devenus des alternatives peu coûteuses comparativement aux sanshin ou aux shamisens, et les fabricants professionnels commencèrent à les façonner et à les commercialiser de manière intensive. Le kankara a également évolué lui-même, certains fabricants créant des instruments mieux décorés avec des motifs peints à la main et les emballages décoratifs (掛). Par ailleurs, les kits kankara sanshin sont de plus en plus répandus.

## Caractéristiques
Le kankara comme tous les sanshin se compose d'une carcasse (胴) cylindrique recouverte d'une peau de serpent. La poupée (天) qui prolonge le cou (棹) de l'instrument est fabriquée dans du bois. Le cou était issu d'anciennes épées ou de baïonnettes usées. Les cordes (絃) sont fabriquées avec des matériaux divers (du nylon, du tendon, ou du fil métallique). Les clavettes de réglage (範) ressemblent parfois aux longues pattes caractéristiques du sanshin et du shamisen.

## Instruments apparentés
- Gottan
- Sanshin
- Sanxian
- Shamisen